# SysIQ
SysIQ — американська компанія, яка займається наданням послуг у сфері розробки програмного забезпечення для інтернет-магазинів та електронної комерції, а також забезпеченні хостингу, розробці та підтримці інтернет-проєктів з великим навантаженням та Інтернет-маркетингу. Головний офіс компанії розташований у Сан-Франциско. Центри розробки в Україні знаходяться у Києві, Вінниці, Маріуполі, Ужгороді, Луганську і Чернігові. SysIQ входить до числа найбільших компаній-розробників в Україні, та є членом Американської торговельної палати в Україні. За підсумками конкурсу Best Employer of the year від DOU SysIQ визнано однією з найкращих компаній-роботодавців України за 2011-й рік.

## Історія
Історія виникнення компанії бере початок у 90-х роках, коли з розвитком Інтернета почали розвиватися Інтернет-бізнеси, такі як Amazon.com, створений від початку як розповсюджувач книжкових видань. Саме обміном академічної літератури спочатку і зайнялися засновники компанії, створивши у 1998 році National Textbook Network. Продаж цього бізнесу приніс своїм власникам кошти, необхідні для створення нового підприємства в галузі електронної комерції, який сьогодні всесвітньо відомий як SysIQ.

## Технологічна база
До технологічного портфоліо SysIQ відносяться такі програмні ecommerce-платформи, як EasyAsk, Search Glue, Intershop Enfinity, IBM Websphere Commerce, Demandware, Fry OCP та Heiler.

## Клієнти
Серед клієнтів SysIQ є такі відомі американські фірми, як Woodland Hills, UPCO, Parts Town, Sam Ash, Gumps, Moss Motors та інші.

## Ініціативи
З метою поширення IT-знань в Україні та для формування тренінгового майданчика для розробників програмного забезпечення SysIQ створила навчальний портал IQLab на базі якого проводить тренінги та семінари, більшість яких безкоштовна, для початківців та досвідчених спеціалістів в області інформаційних технологій.